# Puertas (álbum)
Puertas es el vigésimo álbum de estudio de la banda uruguaya de rock alternativo El Cuarteto de Nos, lanzado el 22 de mayo de 2025, a través del sello Porfiado Records y Altafonte.
Es el primer álbum de la banda que no cuenta con la participación del exbajista y cofundador de la misma, Santiago Tavella, quien anunciaría su despedida en marzo de 2024 por temas de tiempo personal, siendo reemplazado por el también bajista, teclista y corista de la banda Santiago Marrero. También es el primer álbum dónde participa Luis Angelero (guitarrista rítmico en presentaciones en vivo de la banda desde 2019 y bajista en algunas canciones en vivo desde 2024) como músico invitado en cada una de las 8 canciones que conforman el setlist del disco. El disco será presentado durante la gira llamada Puertas Tour en diferentes países de América y Europa.

## Lista de canciones
| N.º   | Título                                   | Duración |  |
| 1.    | «Puertas»                                | 3:48     |  |
| 2.    | «Esplín»                                 | 4:38     |  |
| 3.    | «Ganaron los malos»                      | 4:01     |  |
| 4.    | «En el Cuarto de Nico»                   | 4:18     |  |
| 5.    | «El astrónomo que no podía ver el cielo» | 3:58     |  |
| 6.    | «El perro de Alcibíades»                 | 3:46     |  |
| 7.    | «Cara de nada»                           | 3:40     |  |
| 8.    | «Camello patagónico»                     | 3:20     |  |
| 31:29 |                                          |          |  |

## Personal
Roberto Musso: Voz principal, programación, guitarra
Gustavo Antuña: Guitarras principales, coros
Alvin Pintos: Batería, percusiones
Santiago Marrero: Bajo, teclados, coros, programación, y efectos/loops (6)
Músicos adicionales:
Eduardo Cabra: Productor, programación, y guitarra (2), piano (5)
Luis Angelero: Guitarra, bajo y coros
Jhon Ellis: Saxofón (6)
Denis Ramos: Trombón (6)
Tatita Márquez: Percusión (5, 6)
Matías Craciun: violín (4)
Clara Kruk: violín (4)
Leticia Gambaro: violín (4)
Rodrigo Riera: cello (4)
Juan Olivera : corneta y fliscorno (4)